# António José Rodrigues Vidal
Dr. António José Rodrigues Vidal foi um professor e político português.

## Biografia
Doutor em Filosofia pela Faculdade de Letras e Lente de Prima da Universidade de Coimbra, Conselheiro de Sua Majestade Fidelíssima, Deputado em várias Legislaturas, Comendador da Imperial Ordem da Rosa, do Brasil, etc.

## Casamento e descendência
Casou com Luísa Amélia Vieira de Campos. Sua filha Luísa Amélia Romão/de Gusmão de Campos Vidal foi a primeira mulher de Bernardo Maria Toscano de Figueiredo e Albuquerque, 1.º Visconde de Valdoeiro.